# غابرييلا زابولسكا
ماريا غابرييلا ستيفانيا كوروين-بيوتروفسكا (1857–1921)، والمعروفة باسم غابرييلا زابولسكا، روائية بولندية، وكاتبة مسرحية، وكاتبة طبيعوية، ومؤلفة روايات مسلسلة، وناقدة مسرحية، وممثلة مسرحية. أنتجت زابولسكا 41 مسرحية، و23 رواية، و177 قصة قصيرة، و252 عملًا صحفيًا، وسيناريو فيلم واحد، وأكثر من 1500 رسالة.
تميزت زابولسكا بأعمالها الكوميدية الاجتماعية الساخرة، وكانت أكثرها شهرة «أخلاق السيدة دولسكا» وهي مهزلة مأساوية عن البرجوازية الصغيرة - الأكثر شهرة على المستوى الدولي، وتعد أحد معالم الدراما البولندية الحداثية المبكرة. تُرجمت مسرحياتها إلى اللغات الأجنبية، وعُرضت في المسارح البولندية والأوروبية، وحُولت لأعمال في الإذاعة والسينما. مثلت زابولسكا على خشبة المسرح في أكثر من 200 مسرحية في وارسو وكراكوف وبوزنان ولفيف وسانت بطرسبرغ وباريس.

## الحياة
ولدت زابولسكا في 30 مارس 1857 في بوداجسي في غاليسيا، لعائلة ثرية من طبقة النبلاء البولنديين. ضُمت تلك المنطقة إلى الإمبراطورية النمساوية المجرية نتيجة التقسيم الثالث لبولندا. كان والدها، وينسينتي كازيميرز جان كوروين بيوتروفسكي، قائدًا لشلختا فولينيا، وكانت والدتها جوزيفا كارسكا راقصة باليه سابقة.
درست زابولسكا في معهد الساكري كور وفي معهد التربية والعلوم في لفيف. أجبرتها عائلتها في عام 1876 على الزواج من الملازم البولندي في الحرس القيصري، كونستانتي سينيكو بوكي، لكنها سرعان ما تركته وتطلقا في عام 1888. عاشت خلال عامي 1879-1880 في وارسو، حيث عملت في مسرح للهواة تديره جمعية العمل الخيري. أصبحت حامل في عام 1881 من علاقة خارج إطار الزواج وتركت عائلتها. مثّلت في نفس العام في قصتها القصيرة الأولى يوم في حياة وردة، وأصبحت في عام 1882 ممثلة محترفة في مسرح كراكوف، واتخذت الاسم المستعار غابرييلا زابولسكا. عملت أيضًا في بوزنان وفي فرق متنقلة في جميع أنحاء بولندا الروسية. ورد في أكتوبر 1888 أنها حاولت الانتحار.
انتقلت زابولسكا إلى باريس في عام 1889، على أمل أن تبدأ مسيرتها الفنية. لعبت هناك أدوارًا ثانوية في مسارح البوليفارد، والمسرح الحر، ومسرح اللوفر. لعبت دورًا في مسرحية مقتبسة عن فيلم إنتريور للمخرج موريس ميترلينك في مسرح اللوفر. أسست زابولسكا صلاتها ضمن الوسط الفني في باريس، ومع المهاجرين الاشتراكيين البولنديين، ما أثر على آرائها الاجتماعية.
استقرت بعد عودتها إلى بلدها في كراكوف وعملت في مسارح الحدائق والفرق المتنقلة، ثم في مسرح كراكوف جوليوسز سلواسكي من إخراج تاديوش باوليكوفسكي. أدت طبيعتها المتحدية ومطالبتها بحق المرأة في التصويت إلى صراعات مع مديري المسرح، وتخلت عن عقدها في عام 1900 بعد رحيل باوليكوفسكي. أسست بعد ذلك مسرحها الخاص، الذي كان نشطًا من وقت لآخر. أدارت زابولسكا في عام 1902 مدرسة للفنون المسرحية في كراكوف، وتأسس مسرح غابرييلا زابولسكا المستقل لاحقًا. سمحت لها تجاربها في باريس بإنتاج مسرحيتين مقتبستين من مسرحية ميترلينك، الأميرة ماليين، ولانتروز (الدخيل)، وأُنتجتا في عام 1902.
انتقلت إلى لفيف في عام 1904، وتزوجت من الرسام ستانيسواف جانوفسكي. أصبحت راعية للمسرح المتنقل الذي يحمل اسمها (مسرح غابرييلا زابولسكا) والذي جال في غاليسيا خلال عامي 1907-1908. طلقت زوجها الثاني في عام 1910، وتولت في عامي 1912-1913 الإدارة الأدبية لمسرح تياتر بريميير. تعاونت- كمؤلفة روايات مسلسلة وناقدة مسرحية- مع صحف غازيتا كراكوفسكا وسلوو بولسكي وناوا ريفورما وإيلوتراكجا بولسكا وويك نوي. عملت في إدارة مصنع صغير للحلويات، في الوقت الذي استولى فيه الجيش الروسي على لفيف في عام 1915. توفيت زابولسكا في 17 ديسمبر 1921 في لفيف، ودُفنت في مقبرة ليتشاكيفسكي هناك.